# Martijn Monteyne
Pour les articles homonymes, voir Monteyne.
Martijn Monteyne, né le 12 novembre 1984 à Roulers, est un footballeur belge. Il évolue comme arrière droit au FC Gullegem.